# Institut de médecine tibétaine de la région autonome du Tibet
L’Institut de médecine tibétaine de la région autonome du Tibet ou Hôpital tibétain de la région autonome du Tibet (tibétain : བོད་རན̇་སྐྱོན̇་ལྗོན̇ས་སྨན་རྩིས་ཁན̇, Wylie : Bod Raṅ-skyoṅ-ljoṅs Sman-rtsis-khaṅ, THL : bö renkyönjön samentsikhen chinois simplifié : 西藏自治区藏医院 ; chinois traditionnel : 西藏自治區藏醫院 ; pinyin : xīzàng zìzhìqū zàngyīyuàn), ou encore Hôpital de médecine tibétaine à Lhasa, est un institut et hôpital public pratiquant la médecine tibétaine, situé dans la ville-préfecture de Lhassa, chef-lieu de la région autonome du Tibet, en République populaire de Chine.

## Histoire
Au XVIIe siècle, le régent du Tibet, Sangyé Gyatso, fonde l'institut de médecine tibétaine sous le nom de Menpa dratsang (tibétain : སྨན་པ་གྲ་ཚང, Wylie : sman pa gra tshang, THL : menpa ་dratsang ; translittération en chinois : 门巴扎仓, ménbāzācāng ou 曼巴扎仓藏, mànbāzācāng), ou encore Chakpori Zhopanling, au sommet de la colline Chakpori à Lhassa.
En 1916, à Lhassa, est construit le Mentsikhang (Lhassa) (Institut de médecine et d'astrologie tibétaine) de Lhassa (拉萨藏医星算学院), appelé couramment Mentsikhang (སྨན་རྩིས་ཁང་, sman rtsis khang, men tsi khang ; 门孜康, ménzīkāng).
En 1959, l'Institut Menpa dratsang et l'Institut Mentsikhang fusionnent et deviennent l'Hôpital de médecine tibétaine de Lhassa 拉萨市藏医医院).
Cet institut devient en 1980 l'actuel Institut de médecine tibétaine de la région autonome du Tibet. Un réseau d'hôpitaux et instituts de médecine tibétaine est ouvert dans l'ensemble de la Chine, comme l’Institut de médecine tibétaine de Pékin (北京藏医院),.
Le gouvernement tibétain en exil pour sa part a fondé, en 1992, un Institut Chakpori de médecine tibétaine à Darjeeling en Inde, et y enseigne et y développe également la médecine tibétaine.
Un institut d'étude de la pharmacopée tibétaine a également été ouvert dans la province du Qinghai, au monastère appelé en occident monastère de Kumbum sous le nom de (chinois : 曼巴扎仓藏医药学术研讨会, mànbāzācāng zàngyīyào xuéshùyántǎo huì ; tibétain : ? སྨན་པ་གྲ་ཚང).

## Publications
- (zh) བོད་སྨན་སྦྱོར་སྡེ་ཆེན་མོ / 藏药方剂大全, Lhassa, བོད་རན̇་སྐྱོན̇་ལྗོན̇ས་སྨན་རྩིས་ཁན̇ / 西藏自治区藏医院, coll. « 国家中医药管理局民族医药文献整理丛书 »,‎ 2005 (ISBN 978-7-223-01957-6, OCLC 123377125) (Complet de recettes de médicaments tibétains).